# Hypsiboas semilineatus
Hypsiboas semilineatus là một loài ếch thuộc họ Nhái bén.
Đây là loài đặc hữu của Brasil.
Môi trường sống tự nhiên của chúng là rừng ẩm vùng đất thấp nhiệt đới hoặc cận nhiệt đới, vùng cây bụi ẩm khu vực nhiệt đới hoặc cận nhiệt đới, hồ nước ngọt, đầm nước ngọt, đầm nước ngọt có nước theo mùa, vùng đồng cỏ, rừng trước đây suy thoái nghiêm trọng, khu vực trữ nước, và ao.

## Hình ảnh

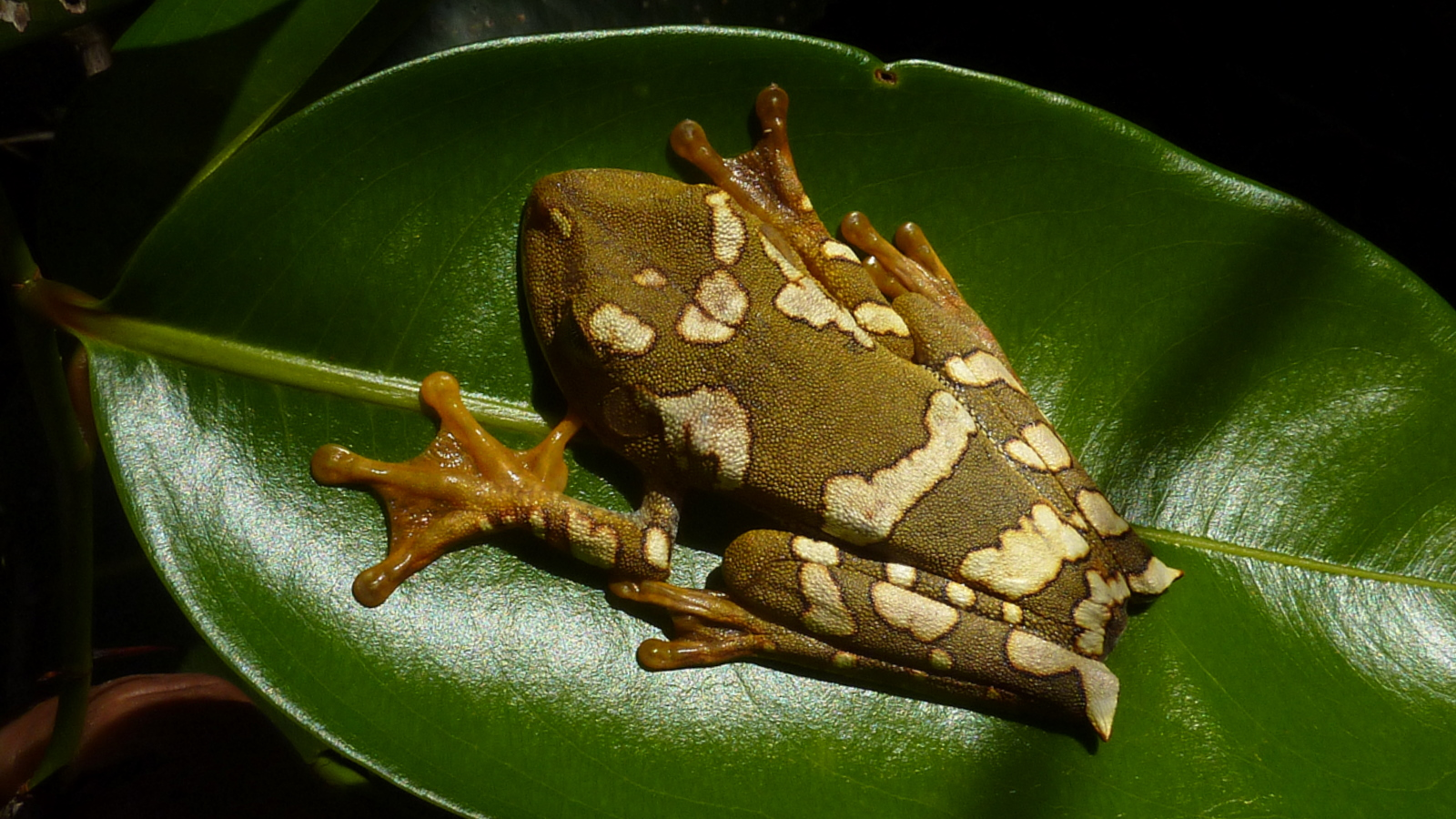
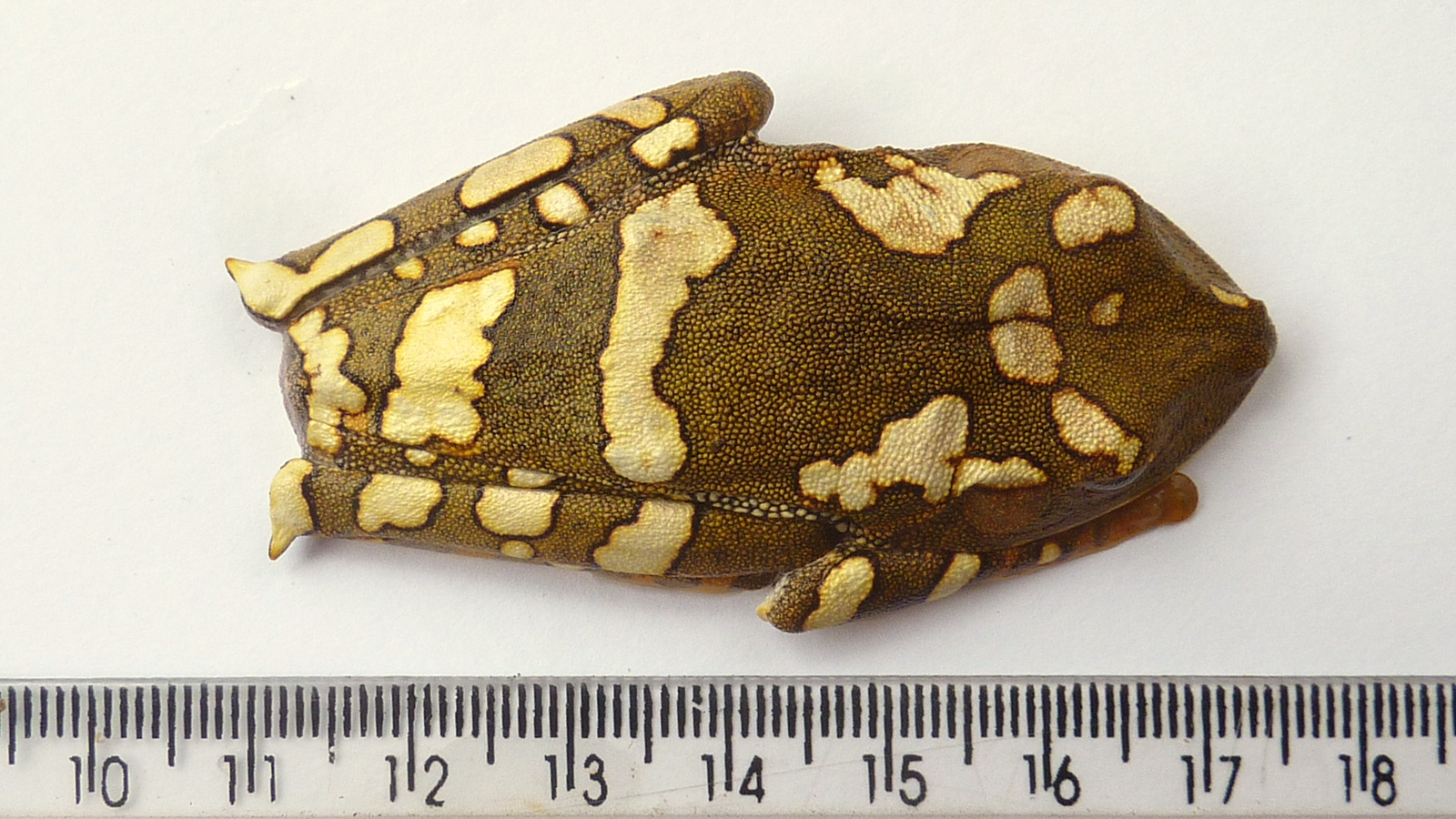
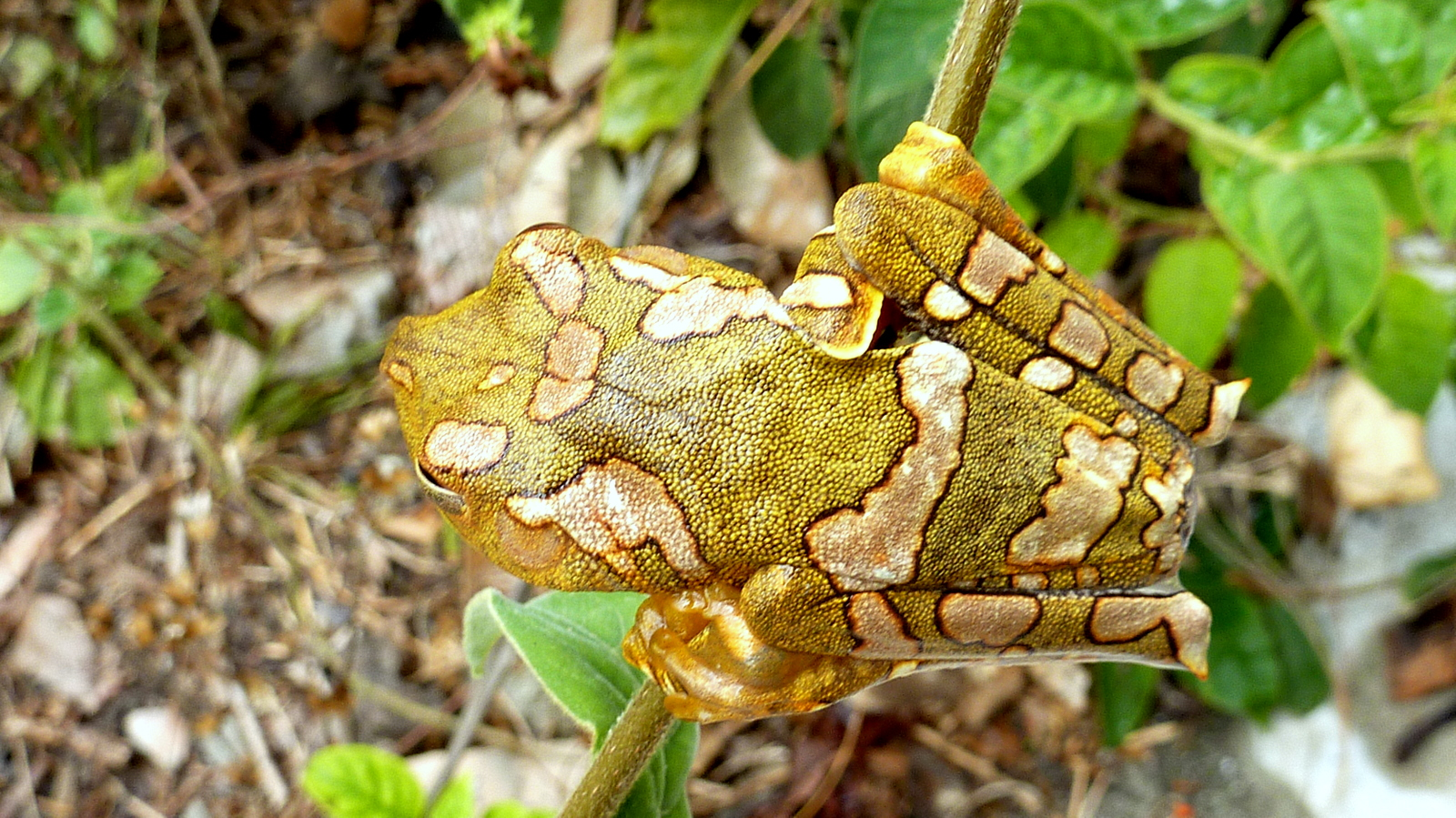
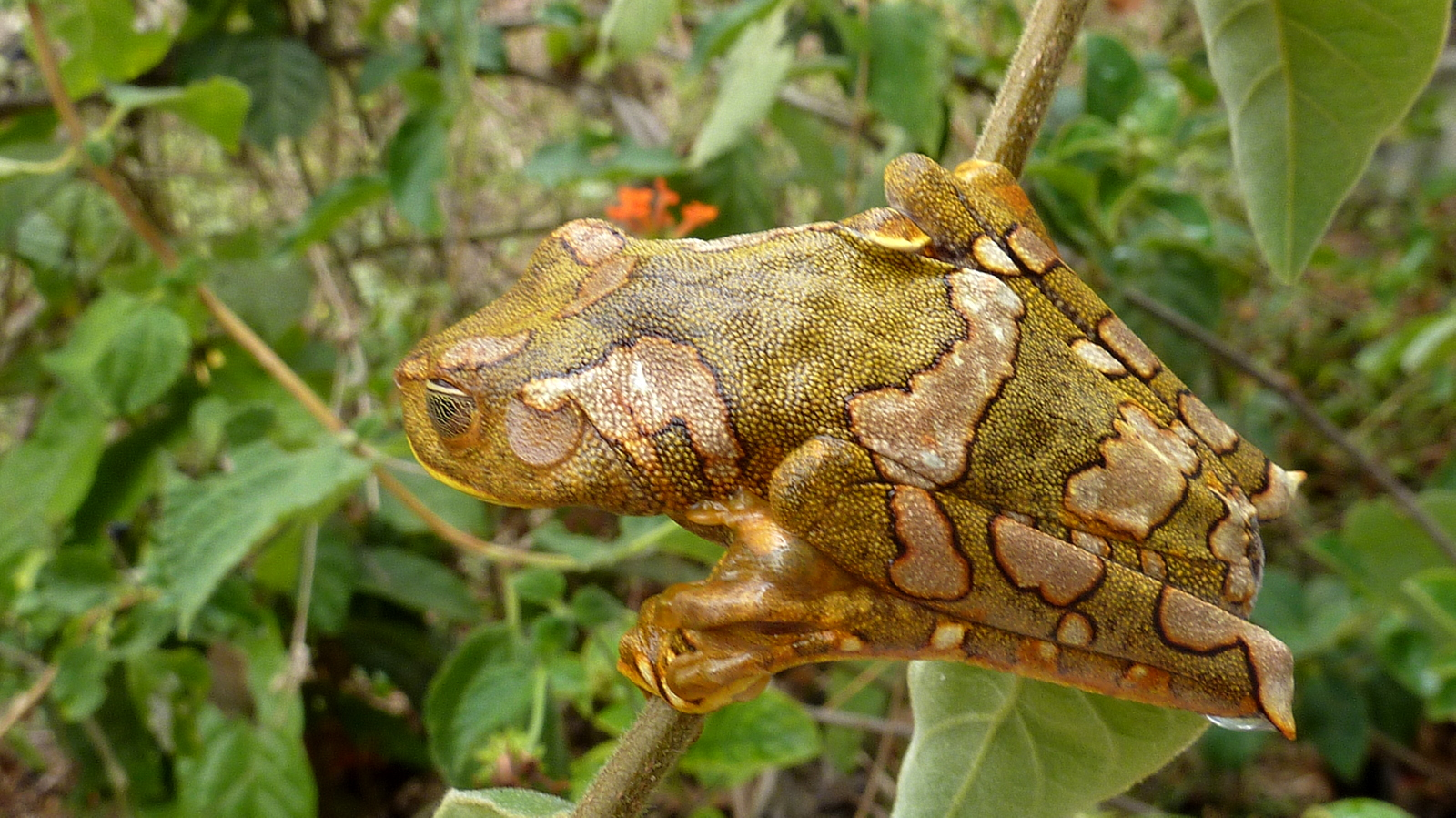